# Nguyễn Phúc Nhã Viện
Nguyễn Phúc Nhã Viện (chữ Hán: 阮福雅媛; 1832 – 1875), phong hiệu Hoài Chính Công chúa (懷正公主), là một công chúa con vua Thiệu Trị nhà Nguyễn trong lịch sử Việt Nam.

## Tiểu sử
Công chúa Nhã Viện sinh năm Nhâm Thìn (1832), là con gái thứ 8 của vua Thiệu Trị, mẹ là Tứ giai Nhu tần Nguyễn Thị Yên. Công chúa là chị cùng mẹ với Tuy Hòa Quận vương Hồng Truyền. Đại Nam liệt truyện chép lại, công chúa Nhã Viện là người "nhàn lệ đoan thục, có khuôn mẫu của khuê khổn (Khuê khổn: phòng của người phụ nữ)".
Năm Tự Đức thứ 3 (1850), vua anh gả công chúa Nhã Viện cho Phò mã Đô úy Võ Văn Chuyên, người huyện Bình Sơn, Quảng Ngãi, là con trai của Đô thống Chưởng phủ sự An Viễn hầu Võ Văn Giải. Ông Giải là một trong những Phụ chính Đại thần dưới triều Tự Đức. Công chúa và phò mã có với nhau 3 người con trai và 1 người con gái.
Năm thứ 22 (1869), vua Tự Đức phong cho bà Nhã Viện làm Hoài Chính Công chúa (懷正公主). Năm thứ 28 (1875), Ất Hợi, công chúa Nhã Viện qua đời, hưởng thọ 44 tuổi, được ban thụy là Mỹ Thục (美淑). Không rõ nơi chôn cất và phủ thờ của bà.
Ba năm sau khi công chúa mất, phò mã Chuyên cũng qua đời.